# Вулиця Андрія Гурічева
Ву́лиця Андрі́я Гу́річева (колишні назви — Гімназична, Кірова) — вулиця в місті Новомиргород Кіровоградської області. Протяжність — близько 1,2 км. Одна з центральних вулиць міста. Частина територіальної дороги місцевого значення Т 1209.

## Розташування
Починається від вулиці Салганної в західній частині центру міста, простягається на схід в напрямку річки, закінчуючись мостом через Велику Вись. На іншому березі переходить у вулицю Перемоги.
Прилеглі вулиці: Лесі Українки, Маяковського, Соборності, Євгенія Присяжного, пров. Банний.

## Історія
Свою історичну назву — Гімназична — вулиця отримала через жіночу гімназію, що розташовувалась на місці сучасної ЗОШ № 2 до Жовтневого перевороту 1917 року.
В період військових поселень (1820–1857) вулиця була однією з основних у місті. На плані Новомиргорода 1834 року можна побачити, що тут розташовувались будинки начальника дивізії, дивізійного чергування та штабу чотирьох округів, будинок для проживання офіцерів, ярмаркові лавки; поза тогочасними межами вулиці, але на території, що зараз є початком вулиці Андрія Гурічева — манеж та екзерциргаус (місце для солдатських навчань).
В радянський період на перехресті вулиць Кірова та Соборності містився гастроном з круглими дерев'яними сходами, що вважався візитівкою Новомиргорода. Знесений в 1980-ті роки для будівництва фонтану в процесі перепланування центральної площі.
До листопада 2015 року вулиця була названа на честь радянського державного та політичного діяча Сергія Мироновича Кострикова. За часів незалежності історичну назву вулиці повернуто не було. Відповідно до протоколу №2 засідання топонімічної комісії при виконавчому комітеті Новомиргородської міської ради від 9 вересня 2015 року, на громадське обговорення з-поміж інших урбанонімів було винесено варіант перейменування вулиці на вул. Андрія Гурічева. 13 листопада того ж року на сесії міської ради вулицю було перейменовано.

## Об'єкти
Основні об'єкти, розташовані по вулиці Андрія Гурічева:
- Відділ УМВС України в Кіровоградській області
- Прокуратура
- Центр зайнятості
- Сквер воїнів-інтернаціоналістів
- магазини, відділення банків тощо

## Фотогалерея

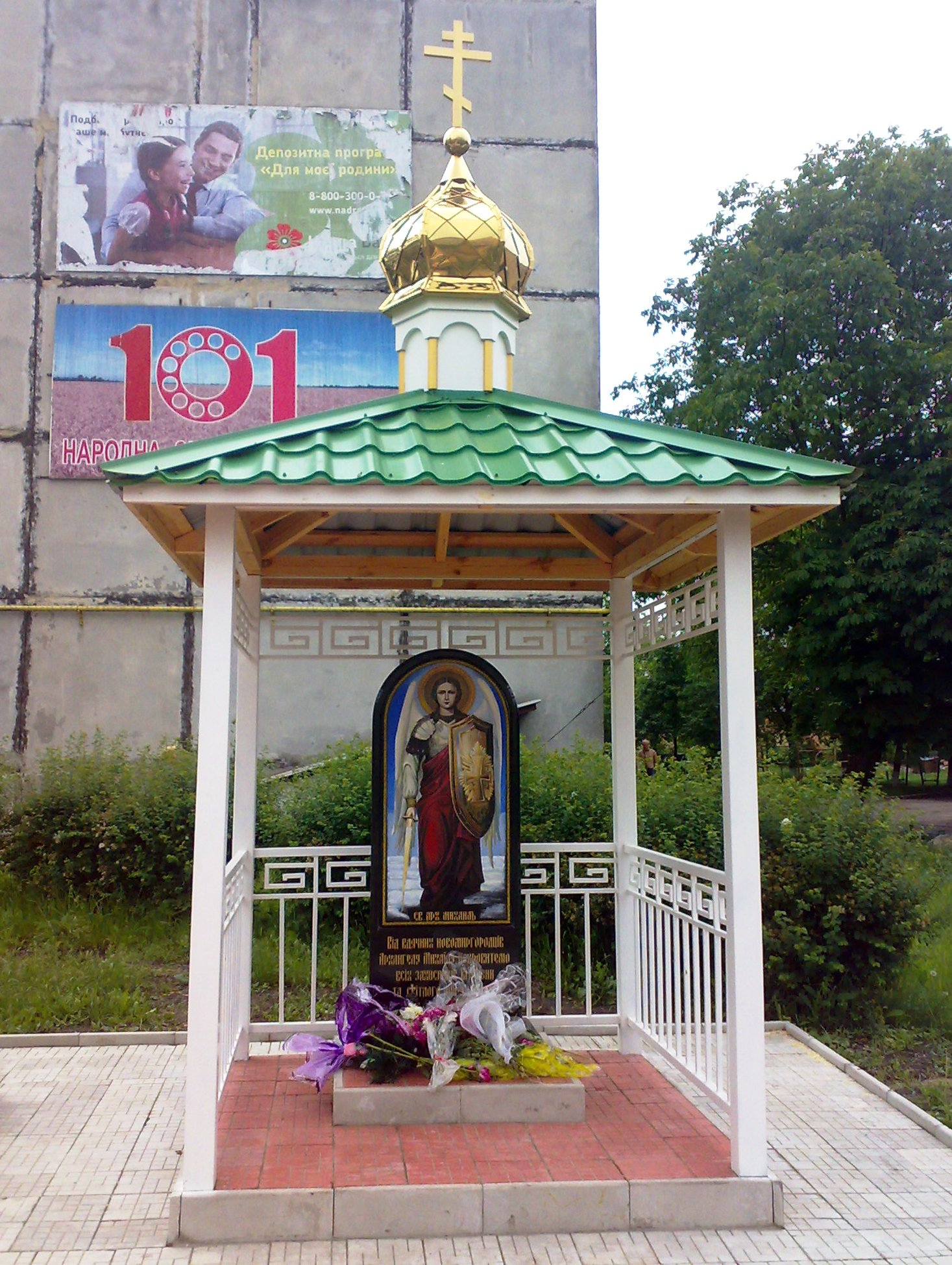
Капличка Архангела Михаїла у сквері воїнів-інтернаціоналістів
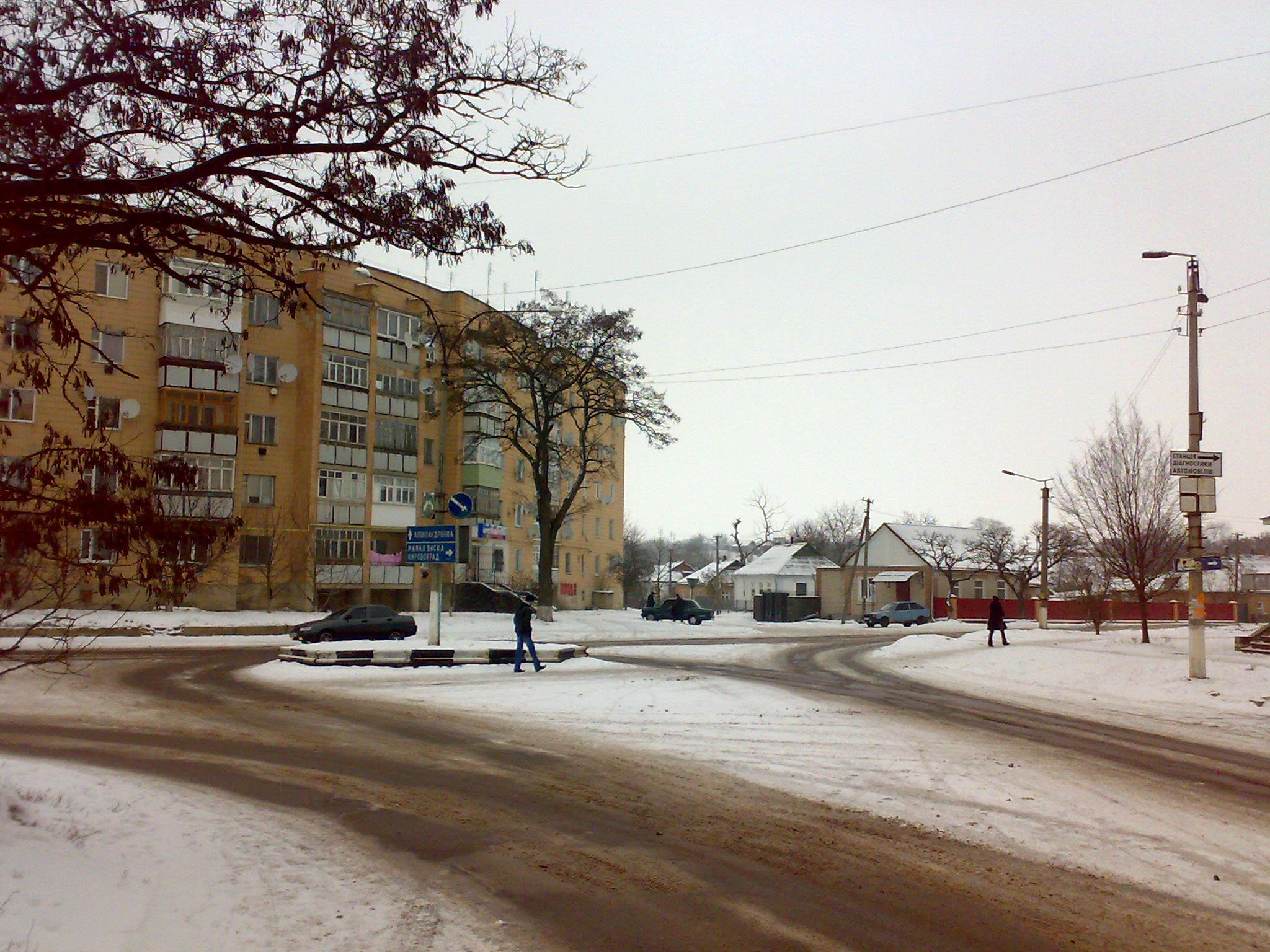
Вулиця Андрія Гурічева (задній план) на перехресті з вулицею Євгенія Присяжного